# یارومیریتسه
یارومیریتسه (به چکی: Jaroměřice) یک منطقهٔ مسکونی در جمهوری چک است که در ناحیه سویتاوی واقع شده‌است. یارومیریتسه ۲۲٫۰۴ کیلومتر مربع مساحت و ۱٬۲۲۴ نفر جمعیت دارد و ۳۶۸ متر بالاتر از سطح دریا واقع شده‌است.